# Alfa Krachtig Dort
Alfa Krachtig Dort (tot 2018 Super Dortmunder geheten) is een Nederlands bier van lage gisting, gebrouwen bij de Alfa Bierbrouwerij in Thull (Schinnen).
Het is een blond bier van het type Dortmunder, met een alcoholpercentage van 7,5%. Het is het zwaarste ondergistende bier van Nederland en kent een lagertijd van 2 maanden. In 1953 kwam Alfa Super Dortmunder voor het eerst op de markt.
Voor 1983 had het bier een alcoholpercentage van 7% in plaats van 7,5%.
Alfa Krachtig Dort, het eerste speciaal bier in Nederland, geïnspireerd op de brouwtraditie uit Dortmund. Dit bier van lage gisting is licht moutig met een krachtig hoparoma. Na het brouwproces wordt Krachtig Dort 2 maanden gerijpt.